# Bigas
Bigas o Bigas y Riells (en catalán: Bigues i Riells del Fai) es un municipio  perteneciente a la provincia catalana de Barcelona (España). Forma parte de la comarca del Vallés Oriental.
El municipio está formado por las dos entidades de población que le dan nombre: Bigas y Riels de Fay y numerosas urbanizaciones.

## Demografía
Bigas cuenta con una población de 10 036 habitantes (INE 2024).
| Gráfica de evolución demográfica de Bigas entre 1857 y 2021 |
| |
| Población de derecho según los censos de población del INE. Población de hecho según los censos de población del INE.En estos censos se denominaba Bigas: 1857, 1860, 1877, 1887, 1897, 1900, 1910, 1920, 1930, 1940, 1950, 1960, 1970 y 1981. Entre el censo de 1857 y el anterior, aparece este municipio porque se segrega del municipio Baronía de Montbuy. |

## Administración
| Periodo   | Nombre                                                                       | Partido |
| --------- | ---------------------------------------------------------------------------- | ------- |
| 1979-1983 | Miquel Bosch i Valls                                                         | CiU     |
| 1983-1987 | Miquel Bosch i Valls                                                         | CiU     |
| 1987-1991 | Miquel Bosch i Valls                                                         | CiU     |
| 1991-1995 | Miquel Bosch i Valls (1991-1992) Josep Maria Pastallé i Cañadell (1992-1995) | CiU     |
| 1995-1999 | Josep Maria Pastallé i Cañadell                                              | CiU     |
| 1999-2003 | Josep Maria Pastallé i Cañadell                                              | CiU     |
| 2003-2007 | Josep Maria Pastallé i Cañadell                                              | CiU     |
| 2007-2011 | Elena Argemí i Morral (2007-2009) Joan Moreno y León (2009-2011)             | PSC     |
| 2011-2015 | Joan Vila Massagué                                                           | CIU     |
| 2015-2019 | Joan Galiano i Peralta                                                       | ERC     |
| 2019-2023 | Joan Galiano i Peralta                                                       | ERC     |

## Núcleos de población
Bigas está formado por dos núcleos principales, Bigas y Riels de Fay, y por numerosas urbanizaciones (antiguamente de segunda residencia, pero que con el tiempo se han convertido en primera).
| Núcleos de población | Población (hab.) |
| -------------------- | ---------------- |
| Bigas                | s/n              |
| El Rieral de Bigues  | 1367             |
| Riels de Fay         | 687              |
| Can Traver           | 307              |
| Can Pruna            | s/n              |
| Diamant del Vallès   | 85               |
| Castell-Montbui      | 565              |
| Can Barri            | 1052             |
| Can Regassol         | 605              |
| Els Saulons d'en Déu | 424              |
| Can Carreres         | 1052             |
| Can Febrera          | 176              |
| Font del Bou         | 487              |
| Font Granada         | 400              |
| Els Manantials       | 193              |
| El Turó              | 336              |
| La Pineda (Montbui)  | 95               |
| Mont Paradís         | s/n              |
| El Racó del Bosc     | 45               |
| Els Boscos de Riells | s/n              |
| Can Castanyer        | s/n              |
| La Vall Blanca       | s/n              |
| Vallderrós           | s/n              |
| Torres de la Madella | s/n              |